# 泰雷西奥·奥利韦利
泰雷西奥·奥利韦利（意大利语：Teresio Olivelli；1916年1月7日—1945年1月12日）是一位意大利罗马天主教教友，第二次世界大战期间军人，参与意大利抵抗运动，反对法西斯主义和纳粹。
泰雷西奥·奥利韦利于1916年1月7日出生于意大利伦巴第大区科莫省贝拉焦，1926年随父母迁居帕维亚。他就读于莫尔塔拉和维杰瓦诺，1934年转入帕维亚就读。1936年，他曾作为一名志愿军人，参加了西班牙内战。1938年以优异的成绩毕业于帕维亚的吉斯列里学院（Collegio Ghislieri）法律专业。他每周他都去圣老楞佐堂忏悔领圣体，又参加公教进行会、意大利天主教大学生联合会以及法西斯学生会。1939年，他成为都灵大学的行政法助教，并在的里雅斯特的演讲比赛中发表关于人类尊严的论文，不分种族。在都灵期间，他又帮助穷人和孤儿。他还学会说一口流利的德语。1939年至1941年出于教育原因移居柏林。1941年，他自愿前往俄罗斯参加第二次世界大战，由于严寒天气，他患上了冻伤。1943年，由于奥利维利不愿宣誓效忠新成立的意大利社会共和国，于1943年9月9日被驱逐到奥地利的因斯布鲁克，10月20日至21日晚上他设法逃离，定居在米兰。战争使他对贝尼托·墨索里尼的意大利法西斯政权的看法改变，参加了抵抗运动，在他创办的一份报纸上发表文章，该报纸致力于宣传基督教信息，试图用福音化来改善法西斯主义。1944年4月27日，他在米兰被捕，关进圣维托雷监狱，在那里他遭受了酷刑和殴打。6月8日迁往佛索利。7月11日，他被列入70名被处死的囚犯名单中，他逃跑了，躲在田野里，又被重新抓获。1944年8月，他被转移到博尔扎诺。然后被送往弗洛森比格集中营（1944 年 9 月），最后被送往黑尔斯布鲁克。 他与囚犯分享口粮，为他们疗伤，又在奥多阿尔多·福切里尼死前安慰他。 1945年1月，他因保护一名乌克兰囚犯而被殴打致死，胃肠被踢了25次。他的遗体在集中营的火葬场火化。
1987年3月29日，天主教维杰瓦诺教区主教马里奥·罗西启动了奥利韦利的宣福进程。1988年1月19日，教宗若望保禄二世授予奥利维利天主之仆的称号，表彰他因信仰而死。1989年9月16日，主教乔瓦尼·洛卡特利举行了庄严弥撒。2015年12月14日，教宗方济各授予其可敬者头衔。2017年6月16日，教宗方济各批准他列为真福品，并于2018年2月3日在维杰瓦诺举行宣福礼。